# Waleri Petrowitsch Arbusow

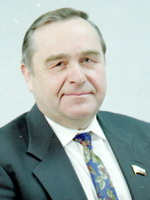
Waleri Petrowitsch Arbusow

Waleri Petrowitsch Arbusow (russisch Вале́рий Петро́вич Арбу́зов; * 1. Oktober 1939 im Rayon Scharinski, Oblast Kostroma, RSFSR, UdSSR) ist ein russischer Politiker und Gouverneur von Kostroma von 1991 bis 1996.

## Leben
Arbusow absolvierte das Kirow-Landwirtschaftsinstitut (heute Staatliche Agrotechnische Universität in Wjatka) und die Akademie für Sozialwissenschaften beim Zentralkomitee der KPdSU. Von Beruf her ist er Tierarzt.
Von 1970 bis 1990 bekleidete er als aktives Mitglied der KPdSU verschiedene Positionen in der Oblast Kostroma.
Im Dezember 1991 wurde Arbusow von Boris Jelzin zum Chef der Oblast Kostroma ernannt. Zwei Jahre später wurde er in den Föderationsrat gewählt.
1995 wurde Arbusow Vorstandsmitglied der Partei "Unser Haus Russland". Im Dezember 1996 wurde er als Chef der Region Kostroma abgewählt.